# Oupa Gqozo
Joshua Oupa Gqozo (IPA: [ɡ̈͡ǃo.z̤o]) (10 de marzo de 1952 - ) fue un militar gobernante del bantustán independiente de Ciskei.
Sus primeros trabajos luego de abandonar la escuela (obtuvo el título de bachillerato años más tarde por correspondencia) fue trabajando para el sistema de prisiones de Sudáfrica, como guardia primero en Kroonstad y luego en Klerksdorp. Más tarde se enlistó en la Fuerza de Defensa Nacional Sudafricana (SANDF) trabajando como soldado y oficinista con el Batallón 21 en Lenasia, cerca de Johannesburgo.
En marzo de 1981 se creó la Fuerza de Defensa de Ciskei, y Gqozo fue trasladado a ella. En diciembre Sudáfrica declaró que Ciskei era independiente (ningún otro país lo reconoció). Con el paso de los años, el rango militar de Gqozo fue ascendiendo. En abril de 1988 fue ascendido a brigadier.
El 4 de marzo de 1990 durante una visita de Lennox Sebe, presidente de Ciskei a Hong Kong, Gqozo se instaló en el poder por medio de un golpe de Estado.
El 7 de septiembre de 1992 una marcha estimada entre 80.000 y 100.000 personas solicitando su renuncia, tuvo un final violento. Los miembros de la Fuerza de Defensa de Ciskei abrieron fuego sobre la muchedumbre matando a 25 personas e hiriendo a unas 200.
En 1993 Gqozo fue investigado por la Corte Suprema de Ciskei en relación con el asesinato de Charles Sebe (hermano del depuesto presidente). La corte lo absolvió de todos los cargos.
En 1994 el gobierno de Gqozo se negó a participar en las primeras elecciones multirraciales de Sudáfrica amenazó con boicotear el proceso, pues estas elecciones implicaban la disolución de Ciskei y su incorporación al resto del territorio, lo que significaba la pérdida del poder en la forma en que Gqozo lo conocía. Los empleados del gobierno en el territorio, se declararon en huelga pues el gobierno de Gqozo les había asustando diciéndoles que una vez incorporados a Sudáfrica perderían sus trabajos y pensiones. Gqozo inicialmente pensaba que el caos le ayudaría en aislar a Ciskei del proceso. Sin embargo Gqozo no calculó bien el nivel de "susto" que transmitió a los empleados públicos. La policía también temerosa de perder su trabajo se amotinó y se declaró en huelga, y sin una policía que pudiera controlar las manifestaciones, éstas se tornaron violentas; y ante el caos reinante, Gqozo se vio obligado a renunciar.
Desde la llegada de la democracia en 1994, la vida de Gqozo no ha sido fácil. En 1996 antes de que pudiera comparecer ante la Comisión de la Verdad y la Reconciliación para responder por los hechos de la masacre de Bisho, Gqoza tuvo que ser internado en un hospital psiquiátrico sufriendo de depresión.
En 1998 fue arrestado y sentenciado a una por traficar diamantes. Cuando sus finanzas decayeron, buscó trabajo como guardaespaldas de personalidades. En 2001 recibió disparos de bala en la cabeza y en la espalda en un atentado contra su cliente, el curandero tradicional Keke "Gonondo" Mama, el cual falleció como resultado de las heridas que recibió.
Tiempo después fue hospitalizado de nuevo. Esta vez con quemaduras en la cara y manos que ocurrieron cuando le explotó un calentador que equivocadamente estaba llenando con gasolina en lugar de parafina. El fuego causó cuantiosos daños a su vivienda (estimados en R60.000, aprox. US$ 10 000). En la actualidad Gqozo vive en la misma casa, la cual después del fuego se encuentra prácticamente en ruinas.